# Yanggakdo Golf Course
Yanggakdo Golf Course was, tot de sloop ervan aan het einde van 2011, een van de drie golfbanen in Noord-Korea. De par-3-golfbaan met negen holes was gelegen naast het Yanggakdo Hotel op het eiland Yanggak naar welke de golfbaan vernoemd was. De Noord-Koreaanse pers, die bekendstaat leugenachtige propaganda te verspreiden, heeft in het verleden gemeld dat de inmiddels overleden president van Noord-Korea, Kim Il-sung, regelmatig hole-in-ones sloeg op de golfbaan.
Sinds de sloop van het Yanggakdo Golf Course wordt er een gezondheidscentrum gebouwd, dat door China is gefinancierd.